# Luceria striata
Luceria striata là một loài bướm đêm trong họ Erebidae.